# 캘리포니아 주의회

캘리포니아 주의회(California State Legislature)는 미국 캘리포니아주의 양원제 주의회로, 캘리포니아주 하원(하원 80명)과 캘리포니아주 상원(상원 40명)으로 구성된다. 주의회 양원은 새크라멘토의 캘리포니아주 의사당에서 소집된다.
캘리포니아 주의회는 미국의 10개 주 의회 중 하나이다. 집들은 카펫의 색상과 각 집의 장식으로 구별된다. 상원은 빨간색을 사용하고 하원은 각각 영국의 상원과 하원에서 영감을 받은 녹색을 사용한다.
민주당은 현재 캘리포니아 주의회 양원에서 거부권이 없는 절대 다수당을 보유하고 있다. 하원은 민주당 62명, 공화당 17명으로 구성되며, 상원은 민주당 31명, 공화당 9명으로 구성된다. 1995년부터 1996년까지의 짧은 기간을 제외하고 의회는 1970년 선거 이후 민주당의 손에 넘어왔다. 상원은 1973년부터 1975년까지의 짧은 기간을 제외하고는 1970년부터 민주당의 통제를 받아왔다.